# Erling Skakke
Erling Skakke (c'est-à-dire tord-col) (vers 1115 – tué le 18 juin 1179) est un Jarl norvégien du XIIe siècle. Il est le père du roi Magnus V de Norvège, qui règne sur le pays de 1161 à 1184.

## Origine
Erling Skakke (i.e Tord col) est le fils d’un magnat norvégien Orm Sveinsson surnommé Krypinge-Orm († 1140) et de sa seconde épouse Ragnhild Sveinkesdatter. Son père était le fils de Svein Sveinsson dont l'épouse Ragnhild Ormsdatter était une arrière-petite-fille de Håkon Sigurdsson, jarl de Lade.

## Biographie
Erling se lie d’amitié avec Rognvald Kali Kolsson le Jarl des Orcades  et participe avec lui à partir de l’été 1151 à son pèlerinage-croisade qui le mêne en Terre sainte et à Constantinople à la cour de Manuel Ier Comnène. La Saga des Orcadiens souligne la vaillance et la ruse d’Erling qui permet aux croisés de s’emparer d’un important château et d’un dromon ennemi  en Galice
De retour en Norvège son demi-frère Ogmundr Dreng (i.e: le Brave)  étant mort Erling  devient le chef de son clan. Comme son aîné, il rallie les partisans du roi Inge Ier de Norvège qui se recrutaient essentiellement dans la haute noblesse et dans l’église,.
Il participe aux luttes que doit mener Inge Ier contre ses frères. Après la mort en 1155 de Sigurd II de Norvège, Erling épouse la princesse Christina de Norvège, la fille légitime du roi Sigurd Ier de Norvège qui était devenue la concubine du défunt. Erling combat le co-roi Eystein II de Norvège et un nouveau prétendant Håkon II de Norvège. Après la défaite et la mort au combat du roi Inge Ier avec un important parti rassemblé autour de l'archevêque Eystein Erlendsson
il refuse de reconnaître Håkon II comme roi.
Erling propose alors comme souverain le fils de 5 ans, né de la princesse Christine qui bien que n’étant pas « fils de roi » se trouve être le seul descendant légitime en ligne féminine de Sigurd Ier le dernier roi incontesté du pays. Magnus V Erlingsson est élu roi en 1161 son père Erling qui est nommé Jarl et régent assume en fait la réalité du pouvoir. Le nouveau maître de la Norvège met œuvre une politique qui a pour but d’exterminer la descendance de Harald IV de Norvège qu’Erling considère comme un usurpateur
Les prétendants Håkon II en 1162, Sigurd III en 1163 sont successivement vaincus et tués. Leurs principaux partisans comme Sigurd Hallvardsson På Røyr et Markus de Skog sont aussi éliminés respectivement en février et septembre 1163. En 1172 la Jarl fait même décapité son beau-fils Harald Sigurdsson, le fils de Christina et de Sigurd II de Norvège.
Le Jarl et son fils doivent finalement faire face à de nouveaux prétendants; Eystein Eysteinsson qui est éliminé en 1177 et enfin Sverre Sigurdsson. Erling Skakke est tué lors d'une bataille près de Nidaros avec son gendre Jon Thorbergsson  le 19 juin 1179. Le vainqueur Sverre Sigurdsson prononce son éloge funèbre
Erling comme Inge Ier resta proche de l'église, en 1164, il fonda un monastère de chanoines réguliers de saint Augustin, à Halsnøy sur le Hardangerfjord.

## Union et postérité
De son union  en  1155 avec la princesse Christina de Norvège il a deux enfants :
- Magnus V Erlingsson
- Ragnhild épouse successive de deux partisans de son frère : Jon Thorbergsson tué le 19 juin 1179 et Halkel Jonsson tué le 3 avril 1194.